# Stjepan Filipović

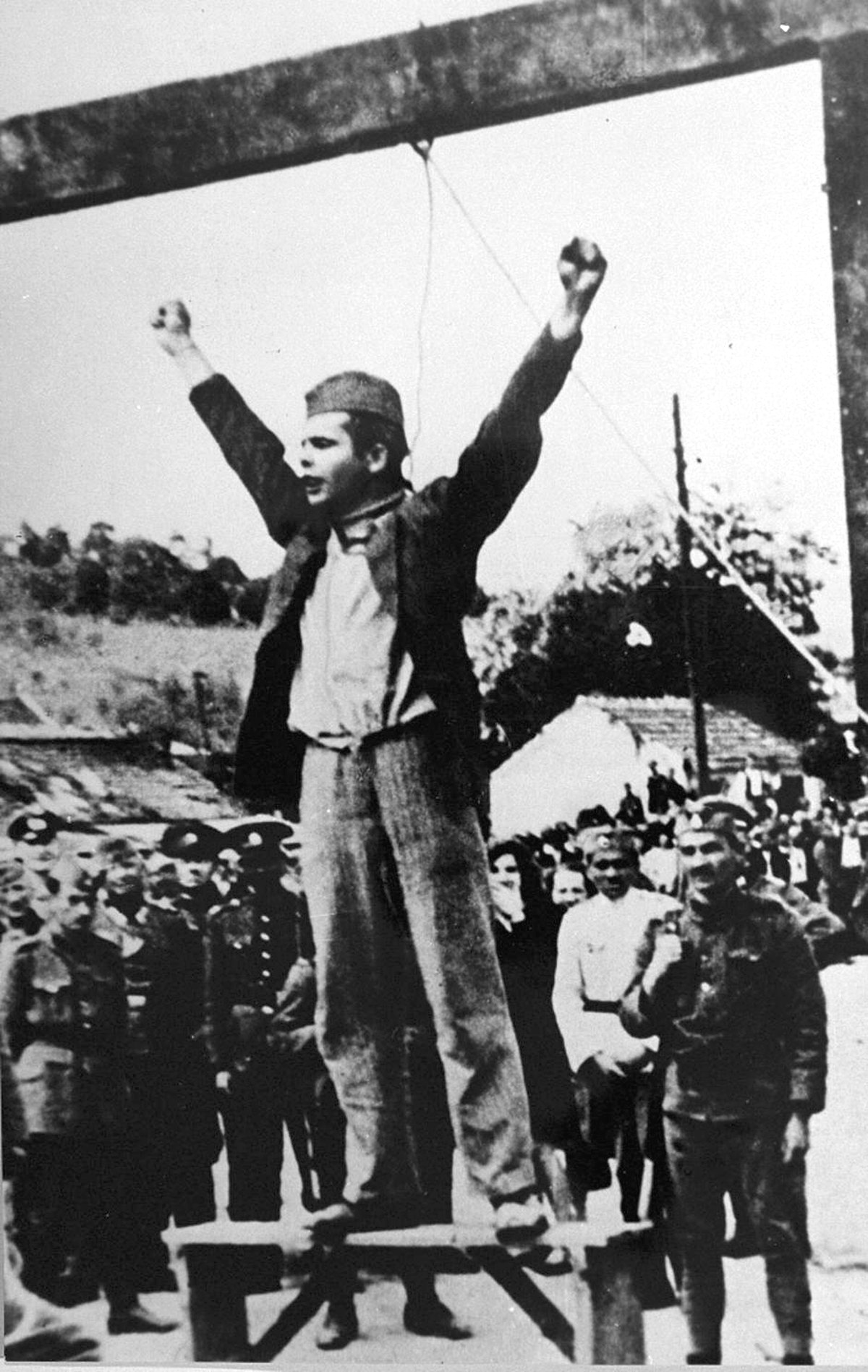
"Död åt fascismen, frihet åt folket!"; Stjepan Filipović under galgen.

Stjepan "Stevo" Filipović, född 27 januari 1916 i Opuzen, Kungariket Dalmatien, Österrike-Ungern (dagens Kroatien), död 22 maj 1942 i Valjevo, ockuperade Kungariket Jugoslavien (dagens Serbien), var en kroatisk kommunist och partisan. 
Filipović föddes i Opuzen 1916. Innan andra världskrigets utbrott bodde han i Mostar (i dagens Bosnien och Hercegovina) och Kragujevac (i dagens Serbien), då båda delar av Jugoslavien. Han började sin aktivism inom den jugoslaviska arbetarrörelsen 1937, med arresterades på grund av detta 1939 och dömdes till ett år i fängelse. Efter att ha frigivits 1940 organiserade han sig i Jugoslaviens kommunistiska parti (KPJ). 
Tidigt på morgonen den 6 april 1941 angreps och ockuperades Jugoslavien av Nazityskland och dess allierade Italien, Ungern och Bulgarien. Tillsammans med andra partisaner stred Filipović mot ockupanterna. Han steg i graderna och kom med tiden att föra befälet över partisanbataljonen Tomnasko-Kolubarski i staden Valjevo. Filipović greps av tyska trupper i februari 1942 och avrättades genom hängning i  Valjevo den 22 maj samma år. När snaran lades runt hans hals sträckte han upp båda armarna i luften och ropade Smrt fašizmu, sloboda narodu! (Död åt fascismen, frihet åt folket!). Händelsen fångades på bild, och slagordet kom att bli ett av de jugoslaviska partisanernas mest välanvända i motståndskampen mot ockupanterna.
I Socialistiska federativa republiken Jugoslavien förärades Filipović 1949 med Nationalhjälteorden. I Valjevo restes en staty av honom 1960. Ett monument till Filipović uppfördes även i hans hemstad Opuzen 1968, men revs 1991.